# باب دكالة (الصويرة)
باب دكالة ، ويسمى أيضًا باب سيدي بوزرقطون أو باب آسفي ، هو بوابة تاريخية محصنة تتواجد بالجهة الشمالية الشرقية لمدينة الصويرة ، المغرب. يعود بناءه للقرن الثامن عشر ويعد من بين الأبواب الرئيسية للمدينة العتيقة للصويرة. يكتسي أهمية ورمزية كبيرتين لكونه مدخل الملاح والسوق التجاري الرئيسي للصويرة.

## نبذة تاريخية
شيد باب دكالة بأمر من السلطان محمد بن عبد الله إبان القرن الثامن عشر وفي نفس فترة تشييد أسوار المدينة. كان معبرا أساسيا نحو مدينة آسفي ومنطقة دكالة.
تم تصنيفه ضمن قائمة المواقع والمعالم الأثرية في المغرب بظهير بتاريخ 30 غشت 1924 الموافق ل 28 محرم 1334 ليتم ترميمه سنة 2006.

## تصميم معماري
بني باب دكالة على الطراز الشريفي وهو عبارة عن أقواس ذات عقد نصف دائرية مرتبطة بأسوار حجرية مجصصة من طين، تعتليه أسوار مربعة الشكل. تكون البوابة بشكلها الخارجي مستطيلا يبلغ عرضه 15.60 م وارتفاعه 7 أمتار.
يضم باب دكالة ، المؤطر بالحجارة المرصوصة ، بابًا بسيطًا بدون زخرفة ، لكنه يكتسي أهمية بالغة في المدينة.